# 孫士儀
孫士儀（1509年—1541年），字文範，號柏軒，直隸真定府欒城縣人，民籍，明朝政治人物。

## 生平
順天府鄉試第八十五名。嘉靖二十年（1541年）辛丑科會試第一百八十三名，三甲進士。觀政刑部。

## 家族
曾祖孫貴；祖父孫顯，知縣；父孫宗周，母張氏。永感下。